# Valravn (band)
 For alternative betydninger, se Valravn (flertydig). (Se også artikler, som begynder med Valravn)
Valravn var et dansk/færøsk band der eksisterede fra 2005 til 2013. Gruppens bestod af Anna Katrin Egilstrøð, Juan Pino, Christopher Juul, Søren Hammerlund og Martin Seeberg og de spillede en blanding af skandinavisk folkemusik og elektronisk musik. Flere af medlemmer er senere blevet aktivt i et lignende band kaldet Virelai.
Deres musik blev fremført på moderne instrumenter og dels på kopier af historiske instrumenter fra middelalderen. Gruppen blev dannet i 2005 og eksisterede frem til 2013 og nåede at udgive to almindelige studiealbums og ét album med remix af deres sange fra de første to albums. De modtog flere nomineringer til Danish Music Awards Folk i 2008 for deres første album, og Seeberg vandt prisen som "Årets danske instrumentalist" i 2010 for deres andet album.

## Historie
Valravn blev dannet i 2005 af Anna Katrin Egilstrøð (sang, santur, sansula, percussion, sampler), Juan Pino (davul, cajón, e-bow, dulcimer, percussion, sampler, sang), Christopher Juul (keyboard, sampler), Søren Hammerlund (drejelire, mandola, bouzouki, nøgleharpe, sampler) og Martin Seeberg (viola, cello, fløjter, lyre, jødeharper, sang). Flere af medlemmerne havde tidligere været med i andre lignende grupper. Bl.a. medvirkede Seeberg på Sorten Mulds album III fra 2000.
Gruppens selvbetitlede debutalbum blev udgivet i 2007. Det fik fire ud af seks stjerner i musikmagasinet GAFFA og fire ud af fem hos AllMusic. Ved Danish Music Awards Folk i 2008 optrådte gruppen, og blev nomineret til "Årets danske artist (nutidig)" og deres album, Valravn blev nomineret til "Årets danske album". Gruppen blev også nomineret til "Årets danske debut" for deres debutalbum. Dette år optrådte gruppen også på Roskilde Festival og gav koncerter i Tyskland og Benelux-landene
Gruppens andet album, Koder på snor, udkom i 2009, og det fik bedre anmeldelser end debuten, og modtog fem ud af seks stjerner i GAFFA. Til Danish Music Awards i 2010 blev Seeberg nomineret til prisen "Årets Danske Folk Musiker/Vokalist" for sangen "Koder På Snor" fra albummet. Dette år optrådte de på Castlefest i Holland.
Valravns tredje og sidste album udkom i 2011 under navnet Re-Cod3d. Albummet var et remixalbum, der bestod af nogle af gruppens tidligere sange, der var blevet remix af forskellige kunstnere, heriblandt Søren Bendixen fra Sorten Muld og Kenneth Bager. Det blev ligesom det foregående album godt modtaget af anmelderne, og fik fem ud af seks stjerner i GAFFA. Dette år valget Seeberg og Hammerlund at forlade gruppen.
I 2012 begyndte de resterende medlemmer arbejde på et nyt album. Det blev aldrig færdiggjort, men de to sange "Hànd I Hànd" og "Genuine" blev tilgængelige digitalt. I løbet af sommeren spillede bandet en række afskedskoncerter for Egilstrøð og Pino, der begge havde ytret ønske om at forlade bandet. Bandet gik endegyldigt i opløsning i december 2013.

## Musikstil
Gruppens musik byggede på folkemusik. En stor del af deres sange var fortolkninger af ikke bare danske og færøske folkesange, men folkemelodier fra hele Norden. Stilen bliver blandet med electronica og betegnes gerne folktronica.
Forsangeren Anna Katrin Egilstrøðs sangstil bliver ofte sammenlignet den islandske sangerinde Björks karakteristiske sang.

## Medlemmer
- Anna Katrin Egilstrøð (Færøerne) – Sang, santur, sansula, percussion, sampler (2005-2013)
- Juan Pino (Schweiz/Ecuador) – Davul, cajón, e-bow, dulcimer, percussion, sampler, sang (2005-2013)
- Christopher Juul (Danmark) – Lyddesign, keyboard, sampler (2005–2013)
- Søren Hammerlund (Danmark) – Drejelire, mandola, bouzouki, nøgleharpe, sampler (2005–2011)
- Martin Seeberg (Danmark) – Viola, cello, fløjter, lyre, jødeharper, sang (2005–2011)

## Diskografi

### Album
- 2007: Valravn
- 2009: Koder på snor
- 2011: Re-Cod3d